# Executable and Linkable Format

Základní schéma souborového formátu Executable and Linkable Format (ELF), používaného např. operačním systémem Linux.

Executable and Linkable Format (zkratka ELF) je v informatice standardní souborový formát pro uložení spustitelných souborů, linkovatelných objektů, dynamických (sdílených) knihoven a ladících výpisů (core dumps). ELF formát je poměrně rozšířený, v současnosti ho využívají operační systémy jako Linux, Solaris, IRIX, FreeBSD, NetBSD, OpenBSD a další. ELF formát se také objevuje u konzolí (PlayStation 2, PlayStation Portable a PlayStation 3). Formát byl původně vyvinut v Unix System Laboratories pro operační systém UNIX System V.

## Nasazení
ELF nahradil formáty spustitelných souborů jako jsou a.out, COFF, PE, Mach-O nebo COM. Podle mnohých uživatelů ELF překonává ostatní formáty proto, že jsou buď závislé na platformě nebo jsou méně rozšiřitelné. Mimo unixové systémy je ELF použit v operačním systému OpenVMS ve verzi pro Itanium procesor nebo v systému BeOS Revision 4, kde nahrazuje PE formát (Portable Executable) na starších x86 počítačích (PPC verze zůstala při formátu Preferred Executable Format a nikdy nepoužívala PE).

## Popis formátu ELF
Soubor ELF vždy obsahuje hlavičku, která může být následována segmenty a sekcemi. Segmenty obsahují informace nutné pro běh programového kódu. Jsou mapovány operačním systémem UN*X do virtuálního adresového prostoru pomocí systémového volání mmap(2). Sekce obsahují informace pro linker (spojování) a relokaci (přepočet adresy) objektů, které jsou umístěny v operační paměti počítače.

### Typy souborů
- spustitelný soubor (ET_EXEC) – musí obsahovat segmenty[1]
- objektový soubor (ET_REL, *.o) – musí obsahovat sekce, odkazuje na další objektové soubory[1]
- dynamické knihovny (ET_DYN, *.so) – musí obsahovat segmenty i sekce, odkazuje na další objektové nebo spustitelné soubory[1]
- soubor s výpisem ladících informací (ET_CORE) – neobsahuje segmenty ani sekce[1], generován při fatální chybě a selhání programu

## Struktura
- hlavička ELF – základní informace o typu souboru, umístění dalších částí ELF souboru
- hlavička tabulky programů – popis dostupných segmentů
- hlavička tabulky sekcí – popis dostupných sekcí
- údaje odkazované položkami z hlavičky tabulky programů nebo sekcí

V případě unixového spustitelného souboru obsahuje každý segment několik sekcí. Platí, že každý bajt souboru je součástí nejvýše jedné sekce.

### ELF hlavička
| Atribut     | Význam                                                           |
| ----------- | ---------------------------------------------------------------- |
| e_ident     | identifikace ELF (magic number), typ architektury, verze ABI,... |
| e_type      | typ objektového souboru                                          |
| e_machine   | cílová architektura                                              |
| e_version   | verze objektového souboru                                        |
| e_entry     | virtuální adresa vstupního bodu programu                         |
| e_phoff     | ukazatel na pozici tabulky programů v souboru                    |
| e_shoff     | ukazatel na pozici tabulky sekcí v souboru                       |
| e_flags     | procesorové příznaky                                             |
| e_ehsize    | velikost ELF hlavičky (v bajtech)                                |
| e_phentsize | velikost záznamu v tabulce programů (v bajtech)                  |
| e_phnum     | počet záznamů v tabulce programů                                 |
| e_shentsize | velikost záznamu v tabulce sekcí (v bajtech)                     |
| e_shnum     | počet záznamů v tabulce sekcí                                    |
| e_shstrndx  | odkaz na tabulku řetězců                                         |

### Hlavička tabulky programů
| Atribut  | Význam                                                 |
| -------- | ------------------------------------------------------ |
| p_type   | typ segmentu                                           |
| p_offset | pozice 1. bajtu segmentu od počátku souboru            |
| p_vaddr  | virtuální adresa 1. bajtu segmentu v operační paměti   |
| p_paddr  | fyzická adresa uložení segmentu v operační paměti      |
| p_filesz | délka segmentu v souboru (v bajtech)                   |
| p_memsz  | velikost paměti pro daný segment (v bajtech)           |
| p_flags  | příznaky daného segmentu                               |
| p_align  | zarovnání segmentu v operační paměti a v rámci souboru |

| Typy segmentů | Typy segmentů | Typy segmentů                                                            |
| Atribut       | Hodnota       | Popis                                                                    |
| ------------- | ------------- | ------------------------------------------------------------------------ |
| PT_NULL       | 0             | [nevyužito]                                                              |
| PT_LOAD       | 1             | označuje segment, který bude nahrán do operační paměti                   |
| PT_DYNAMIC    | 2             | informace pro zavaděč                                                    |
| PT_INTERP     | 3             | cesta k interpretu programu ELF                                          |
| PT_NOTE       | 4             | pomocné informace o programu (požadavky na OS/ABI, min. verzi jádra,...) |
| PT_SHLIB      | 5             | [rezervováno]                                                            |
| PT_PHDR       | 6             | pozice a velikost tabulky programů                                       |

## Nástroje
- readelf je Unixová binární utilita, která zobrazuje informace o jednom nebo více ELF souborech; GNU implementace pochází z GNU Binutils
- elfdump je příkaz v Solarisu na prohlížení informací uložených v ELF souboru
- objdump poskytuje široký rozsah informací o ELF souborech a jiných objektových formátech

## ELF v operačních systémech
Formát ELF nahradil některé starší spustitelné soubory v různých aplikačních prostředích. Je využíván v těchto operačních systémech:
- Linux
- Solaris
- Irix
- FreeBSD
- NetBSD
- OpenBSD
- DragonFly BSD
- Syllable
- HP-UX
- BeOS
- Syllable
- Haiku

Kromě již zmíněných herních konzolí je používán také v některých operačních systémech pro mobilní zařízení:
- Symbian OS 9
- Bada OS

## FatELF
FatELF je rozšířením binárního formátu ELF, který umožňuje, aby spustitelný soubor obsahoval kód pro různé počítačové platformy. Kromě oddělení architektury procesoru (pořadí bajtů, velikost slova (32/64bit), instrukční sady atd.) je potenciální výhodou oddělení softwarových platforem (např. soubory, které podporují několik verzí ABI jádra pro stejnou platformu).